# Drahtbürste

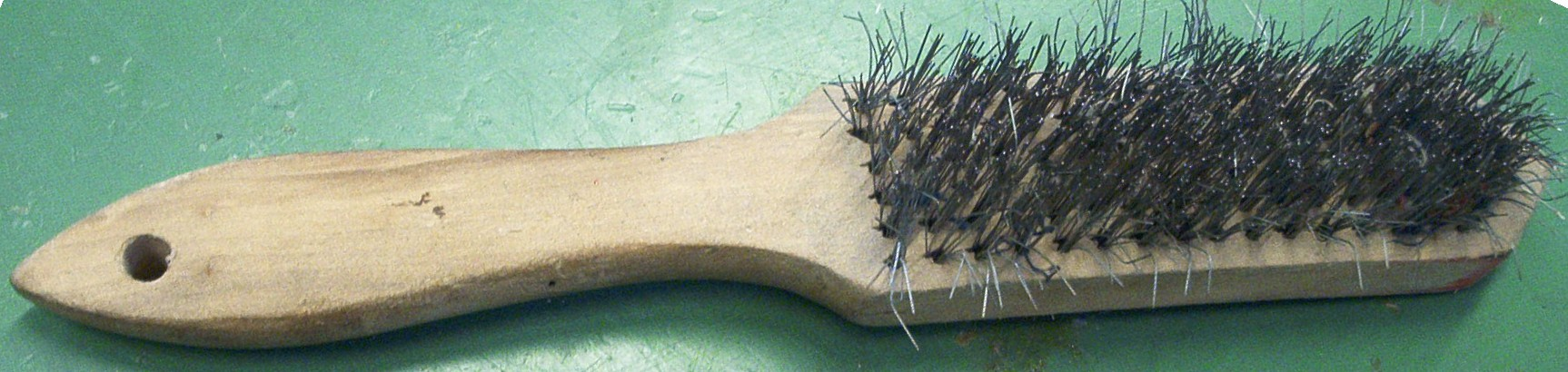
Drahtbürste (Handbetrieb)

Die Drahtbürste ist ein Werkzeug, das hauptsächlich zum Entfernen von Rost, Farbe und anderen hartnäckigen Verschmutzungen von verschiedenen Oberflächen eingesetzt wird.

## Geschichte der Drahtbürste
Die genaue Herkunft der Drahtbürste ist nicht bekannt, doch die Verwendung von Draht in Bürstenform ist nicht neu. Bereits in der Antike gab es unterschiedliche Bürstentypen. Ihre prominente Entwicklung und Anwendung in der Metallbearbeitung fand wahrscheinlich während der Industrialisierung statt, als die Massenproduktion von Draht möglich wurde. Dieser Zeitpunkt korreliert mit dem Bedürfnis nach effizienten Reinigungswerkzeugen in Industrie und Haushalt.

## Beschreibung

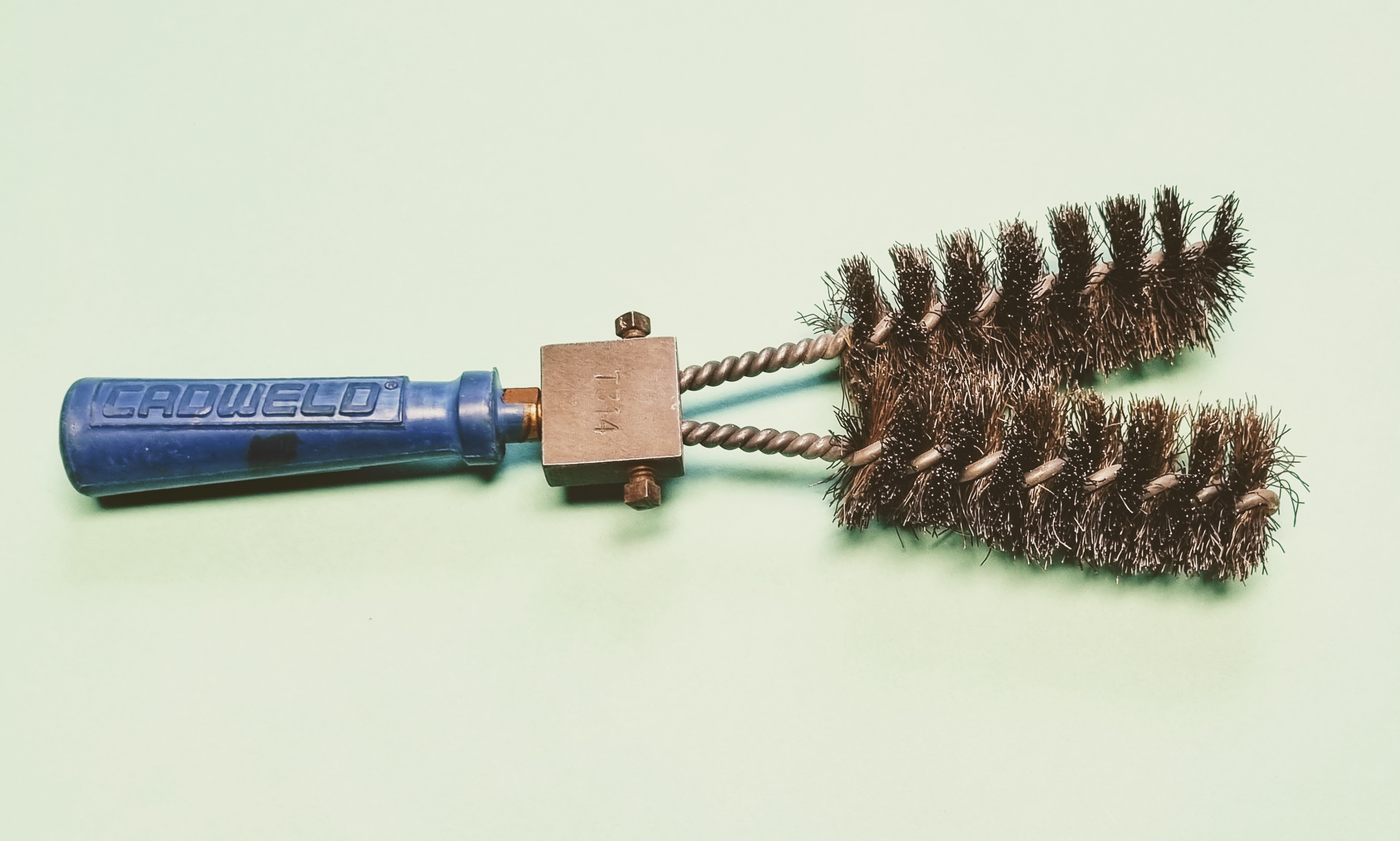
Drahtbürste mit zwei Bürstenrollen

Drahtbürsten bestehen aus metallischen Borsten, die in der Regel aus Stahl, Edelstahl, Messing oder Kupfer hergestellt worden sind. Je nach Einsatzgebiet und Material können diese Bürsten unterschiedlich hart und elastisch sein. Es gibt handgeführte Modelle, die über Griffe aus Holz oder Kunststoff verfügen, und solche, die als Räder oder Aufsätze an Elektrowerkzeugen befestigt werden können. In Drahtbürsten werden die metallischen Borsten auf verschiedene Weisen befestigt, darunter durch Verdrillen, Klammern, Epoxidharzbindung oder mechanische Anker-Einstellungen.

### Formen
- Handbürsten: Diese haben einen Handgriff und sind für manuelle Arbeiten vorgesehen.
- Topfbürsten: Sie sind rund und eignen sich besonders gut als Aufsatz für Bohrmaschinen.
- Rundbürsten: Ideal für schwer zugängliche Stellen oder Rohrinnenseiten.
- Walzen- und Kegelbürsten: Diese speziellen Formen werden in der Industrie verwendet.

## Einsatzbereiche
- Reinigung: Entfernen von Rost, Farbresten und anderen groben Verschmutzungen.
- Schweißnahtbearbeitung: Vor und nach dem Schweißen werden sie eingesetzt, um Oberflächen zu reinigen oder Schlacken zu entfernen.
- Oberflächenveredelung: Durch das „Bürsten“ von Oberflächen, beispielsweise von Metallen, Holz oder Leder, kann eine spezielle Optik erzielt werden.